# Célia Aymonier
Célia Aymonier (* 5. August 1991 in Pontarlier) ist eine ehemalige französische Biathletin und Skilangläuferin. Ihr größter Erfolg ist der Gewinn der Bronzemedaille mit der französischen Damenstaffel bei den Biathlon-Weltmeisterschaften 2017.

## Werdegang

### Skilanglauf
Aymonier wuchs in der Nähe der Skigebiete von Les Fourgs im Jura-Gebirge und kam durch ihre Familie früh mit dem Skilanglauf in Kontakt. Mit fünf Jahren nahm sie an ihren ersten Wettkämpfen teil. Anfangs bestritt sie sowohl Rennen im Biathlon wie auch im Langlauf, entschied sich zunächst aber für die zweite Disziplin, um weiterhin im klassischen Stil laufen zu können – im Biathlon ist vor allem die Skating-Technik verbreitet. Im Winter 2005/06 stand sie erstmals im Nachwuchskader des französischen Nationalteams und bestritt ab 2008 vom Weltverband FIS organisierte Rennen auf internationaler Ebene, etwa im Alpencup (der B-Serie zum Weltcup) oder bei Junioren-Weltmeisterschaften.
Den ersten Einsatz im Skilanglauf-Weltcup hatte Aymonier bereits als Juniorin im Dezember 2010 in La Clusaz als Teil der dem Gastgeber zustehenden nationalen Gruppe. Sie beendete das Rennen im Massenstart über 15 Kilometer als 52. und Vorletzte. Nach ihrem Gesamtsieg im Alpencup 2011/12 wurde sie für den darauffolgenden Winter ins Weltcupteam der Franzosen berufen. Im Dezember 2012 kam sie in Québec mit dem 21. Platz im Sprint erstmals in die Punkteränge der höchsten Wettkampfserie. In den folgenden Jahren blieb sie Teil des Weltcupteams, erreichte aber nur in wenigen Wettkämpfen die Top Ten. Am erfolgreichsten schnitt sie in Mannschaftswettkämpfen ab: Als Schlussläuferin der französischen Staffel – mit Coraline Thomas Hugue, Anouk Faivre-Picon und Aurore Jéan – belegte sie bei den Olympischen Winterspielen 2014 in Sotschi den vierten Rang. Im gleichen Jahr gewann sie bei der U23-Weltmeisterschaft in Val di Fiemme Silber über 10 km klassisch. Im Gesamtweltcup erreichte sie im Winter 2014/15 als 37. ihr bestes Endergebnis (mit zwei Top-Ten-Ergebnissen in Rybinsk im Sprint und über 10 km), womit sie zwar beste Französin war, aber deutlichen Rückstand auf die Norwegerinnen um Marit Bjørgen an der Spitze hatte. Im Mai 2015 gab Aymonier bekannt, sich von nun an auf den Biathlon zu konzentrieren.

### Biathlon
Zu Beginn der Saison 2015/16 belegte sie bei ihren ersten Starts im IBU-Cup in Idre die Plätze 16 und drei im Sprint. Beim Weltcupdebüt in Hochfilzen erreichte sie im Sprint den 57. Platz und bei der anschließenden Verfolgung den 51. Rang. Im weiteren Saisonverlauf holte sie in Ruhpolding mit dem 39. Platz im Einzel ihre ersten Weltcuppunkte. Ihre beste Saisonplatzierung bei Einzelrennen in ihrem ersten Weltcupwinter war der 11. Platz jeweils im Sprint und in der anschließenden Verfolgung in Presque Isle. Beim Saisonhöhepunkt, den Biathlon-Weltmeisterschaften 2016 in Oslo, belegte sie den 64. Rang im Sprint, im Gesamtweltcup war sie 48. und damit fünftbeste Französin.
Aymonier, die im Weltcup herausstach, weil sie keine Handschuhe während der Rennen trug, gehörte zum Stamm der französischen Mannschaft, konnte aber nie an die Erfolge ihrer Teamkolleginnen Marie Dorin-Habert, Anaïs Chevalier, Anaïs Bescond oder Justine Braisaz anknüpfen, die allesamt mehrmals in Einzelrennen auf dem Podium standen. Währenddessen holte Aymonier zwar regelmäßig Weltcuppunkte, kam aber nie über einen vierten Rang als bestes Ergebnis hinaus. Top-Resultaten standen vor allem ihre relativ schwachen Schießleistungen im Weg: Dorin-Habert und Chevalier trafen etwa im Winter 2017/18 im Schnitt 85 % ihrer Schüsse, Aymonier lediglich 76 % (der Wert veränderte sich über die Saisonen nicht stark und schwankte zwischen 73 % und 76 %). In ihrer gesamten Weltcupkarriere gelang Aymonier lediglich ein fehlerfreies Schießen: beim Sprint von Oslo im März 2019, wo sie mit dem vierten Rang auch das mit Abstand beste Einzelergebnis ihrer Laufbahn erzielte und das Podest lediglich um fünf Sekunden verpasste. Die Laufleistungen der ehemaligen Langläuferin zählten hingegen zu den besten des Teilnehmerfeldes, hier befand sie sich in der Nähe der führenden Athletinnen um Kaisa Mäkäräinen und Denise Herrmann.
Während Aymonier in Einzelrennen nie auf dem Podest stand, erreichte sie als regelmäßige Läuferin der französischen Staffel – zumeist auf einer der mittleren Positionen – bei 11 von 19 Einsätzen die ersten drei Ränge. Bei den Weltmeisterschaften 2017 in Hochfilzen gewann sie zusammen mit Chevalier, Braisaz und Dorin-Habert die Bronzemedaille mit einem Rückstand von acht Sekunden auf die siegreiche deutsche Mannschaft. Im Januar 2018 feierte Aymonier mit der Staffel ihren ersten Weltcupsieg, zwei Monate später wiederholte sie diesen Erfolg in Oslo. Ihren dritten und letzten Weltcupsieg im Team erreichte sie im Februar 2019 in der Mixed-Staffel, bei der auch ihr Partner Simon Desthieux mitlief. Bei den Weltmeisterschaften im gleichen Jahr schoss Aymonier drei Strafrunden im Staffelrennen, wodurch die französische Mannschaft weit zurückfiel. Dieses Rennen bezeichnete Aymonier später im Rückblick als eine der größten Negativerfahrungen ihrer Laufbahn.
Nach der Saison 2019/20 beendete Célia Aymonier mit 28 Jahren ihre Karriere. In ihrem damit verbundenen Statement gab sie als einen Grund die veränderten äußeren Bedingungen aufgrund der globalen Erwärmung an:

« Alors je me pose la question, que reste-t-il du plaisir à skier sur des pistes enneigées artificiellement, à des températures supérieures à 0°C, à faire des entraînements sur des pistes raccourcies pour préserver la neige ? »

„Also stelle ich mir die Frage, was bleibt von der Freude am Skilaufen auf Loipen mit künstlichem Schnee, bei Temperaturen über 0°C, wenn man auf verkürzten Strecken trainieren muss, um den Schnee zu erhalten?“

### Ausbildung und Persönliches
Aymonier machte ihr Baccalauréat in Pontarlier und schloss anschließend eine Ausbildung als Naturtherapeutin ab, die sie auch für die Ausübung ihres Sports als sinnvoll betrachtete. Während ihrer Laufbahn als Skilangläuferin und Biathletin studierte sie Psychologie an der Universität Grenoble. Sie beendete das Studium Ende 2020 mit einem Masterabschluss. Mit ihrem Partner Simon Desthieux hat Aymonier einen Sohn (* 2021). Das Paar heiratete im Mai 2023 und eröffnete Anfang 2024 gemeinsam ein Restaurant in Verrières-de-Joux.

## Statistiken

### Skilanglauf-Weltcup-Statistik
Die Tabelle zeigt die erreichten Platzierungen im Einzelnen.
- 1.–3. Platz: Anzahl der Podiumsplatzierungen
- Top 10: Anzahl der Platzierungen unter den ersten zehn
- Punkteränge: Anzahl der Platzierungen innerhalb der Punkteränge
- Starts: Anzahl gelaufener Rennen in der jeweiligen Disziplin
- Hinweis: Bei den Distanzrennen erfolgt die Einordnung gemäß FIS.

| Platzierung         | Distanzrennen a | Distanzrennen a | Distanzrennen a | Distanzrennen a | Distanzrennen a | Skiathlon Verfolgung | Sprint | Etappen- rennen b | Gesamt | Team   | Team    |
| Platzierung         | ≤ 5 km          | ≤ 10 km         | ≤ 15 km         | ≤ 30 km         | > 30 km         | Skiathlon Verfolgung | Sprint | Etappen- rennen b | Gesamt | Sprint | Staffel |
| ------------------- | --------------- | --------------- | --------------- | --------------- | --------------- | -------------------- | ------ | ----------------- | ------ | ------ | ------- |
| 1. Platz            |                 |                 |                 |                 |                 |                      |        |                   |        |        |         |
| 2. Platz            |                 |                 |                 |                 |                 |                      |        |                   |        |        |         |
| 3. Platz            |                 |                 |                 |                 |                 |                      |        |                   |        |        |         |
| Top 10              | 1               | 1               |                 |                 |                 |                      | 1      |                   | 3      | 1      | 3       |
| Punkteränge         | 6               | 7               |                 |                 |                 | 6                    | 7      | 2                 | 28     | 3      | 3       |
| Starts              | 6               | 14              | 1               | 2               |                 | 9                    | 20     | 3                 | 55     | 3      | 3       |
| Stand: Karriereende |                 |                 |                 |                 |                 |                      |        |                   |        |        |         |

### Biathlonweltcupsiege
| Nr. | Datum         | Ort     | Disziplin       |
| --- | ------------- | ------- | --------------- |
| 1.  | 7. Jan. 2018  | Oberhof | Staffel 1       |
| 2.  | 17. März 2018 | Oslo    | Staffel 2       |
| 3.  | 17. Feb. 2019 | Midway  | Mixed-Staffel 3 |

### Biathlonweltcupplatzierungen

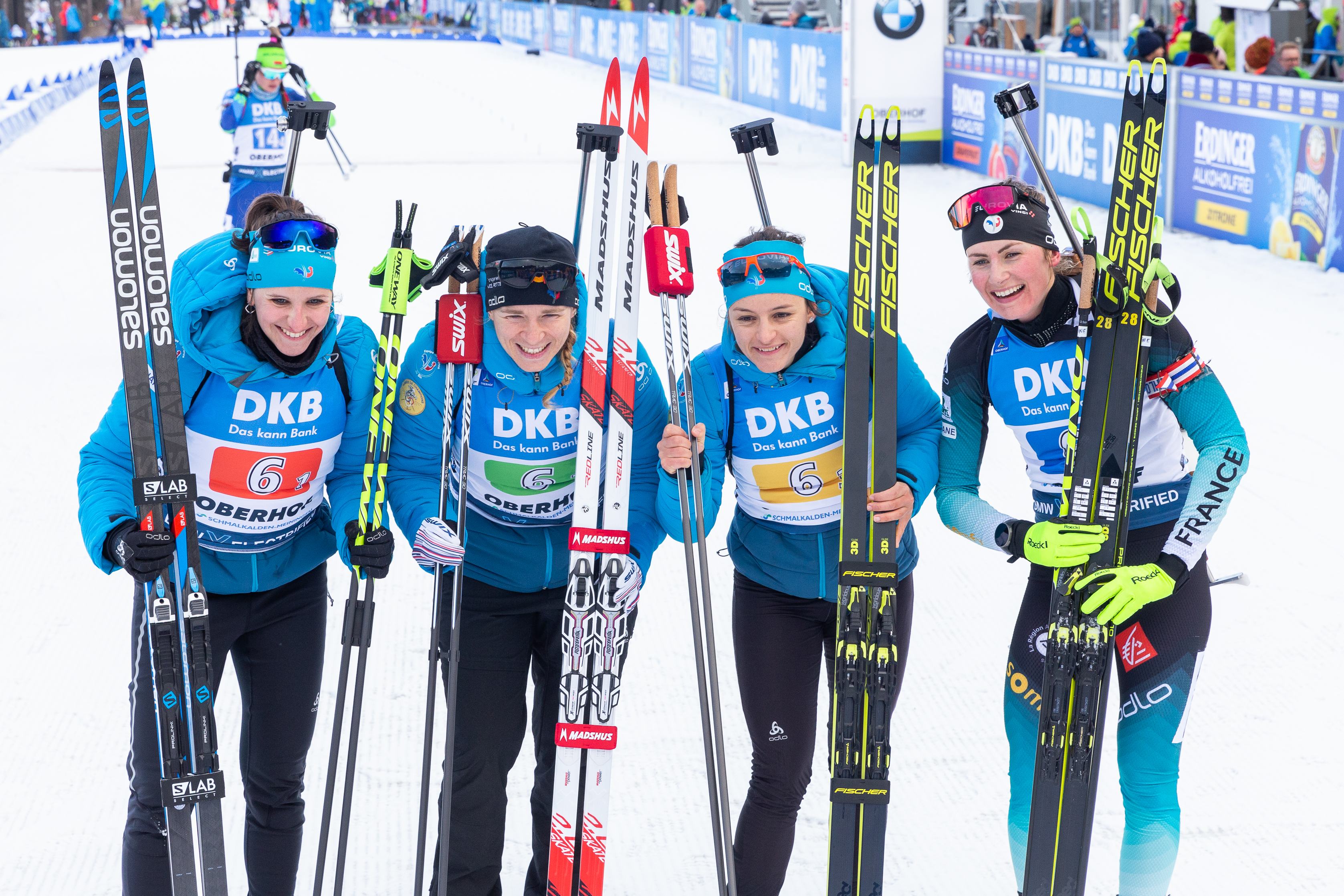
Aymonier (Zweite von rechts) mit ihren Teamkolleginnen Julia Simon, Anaïs Bescond, und Justine Braisaz (v. l. n. r.) nach dem dritten Platz im Staffelrennen von Oberhof 2020

Die Tabelle zeigt alle Platzierungen (je nach Austragungsjahr einschließlich Olympische Spiele und Weltmeisterschaften).
- 1.–3. Platz: Anzahl der Podiumsplatzierungen
- Top 10: Anzahl der Platzierungen unter den ersten zehn (einschließlich Podium)
- Punkteränge: Anzahl der Platzierungen innerhalb der Punkteränge (einschließlich Podium und Top 10)
- Starts: Anzahl gelaufener Rennen in der jeweiligen Disziplin
- Staffel: inklusive Mixed- und Single-Mixed-Staffeln

| Platzierung | Einzel | Sprint | Verfolgung | Massenstart | Staffel | Gesamt |
| ----------- | ------ | ------ | ---------- | ----------- | ------- | ------ |
| 1. Platz    |        |        |            |             | 3       | 3      |
| 2. Platz    |        |        |            |             | 3       | 3      |
| 3. Platz    |        |        |            |             | 4       | 4      |
| Top 10      |        | 8      | 5          |             | 18      | 31     |
| Punkteränge | 7      | 30     | 26         | 14          | 19      | 96     |
| Starts      | 12     | 41     | 30         | 14          | 19      | 116    |

### Olympische Winterspiele
Ergebnisse bei Olympischen Winterspielen (Biathlon):
|                                             | Einzelwettbewerbe | Einzelwettbewerbe | Einzelwettbewerbe | Einzelwettbewerbe | Staffelwettbewerbe | Staffelwettbewerbe |
| Sprint                                      | Verfolgung        | Einzel            | Massenstart       | Damenstaffel      | Mixedstaffel       |                    |
| ------------------------------------------- | ----------------- | ----------------- | ----------------- | ----------------- | ------------------ | ------------------ |
| Olympische Winterspiele 2018 \| Pyeongchang | –                 | –                 | 48.               | –                 | –                  | –                  |